# Публий Валерий Катон
Публий Валерий Катон (на латински: Publius Valerius Cato; * 95 пр.н.е., Цизалпийска Галия) е древноримски поет, граматик и филолог от 1 век пр.н.е.
Той пренася гръцката литература в теорията и практиката на римската литература. Най-голямо внимание обръща на произведенията на древногръцкия поет Калимах. Служи като пример на неотерициите. Произведенията му не са запазени.